# Żoliborz

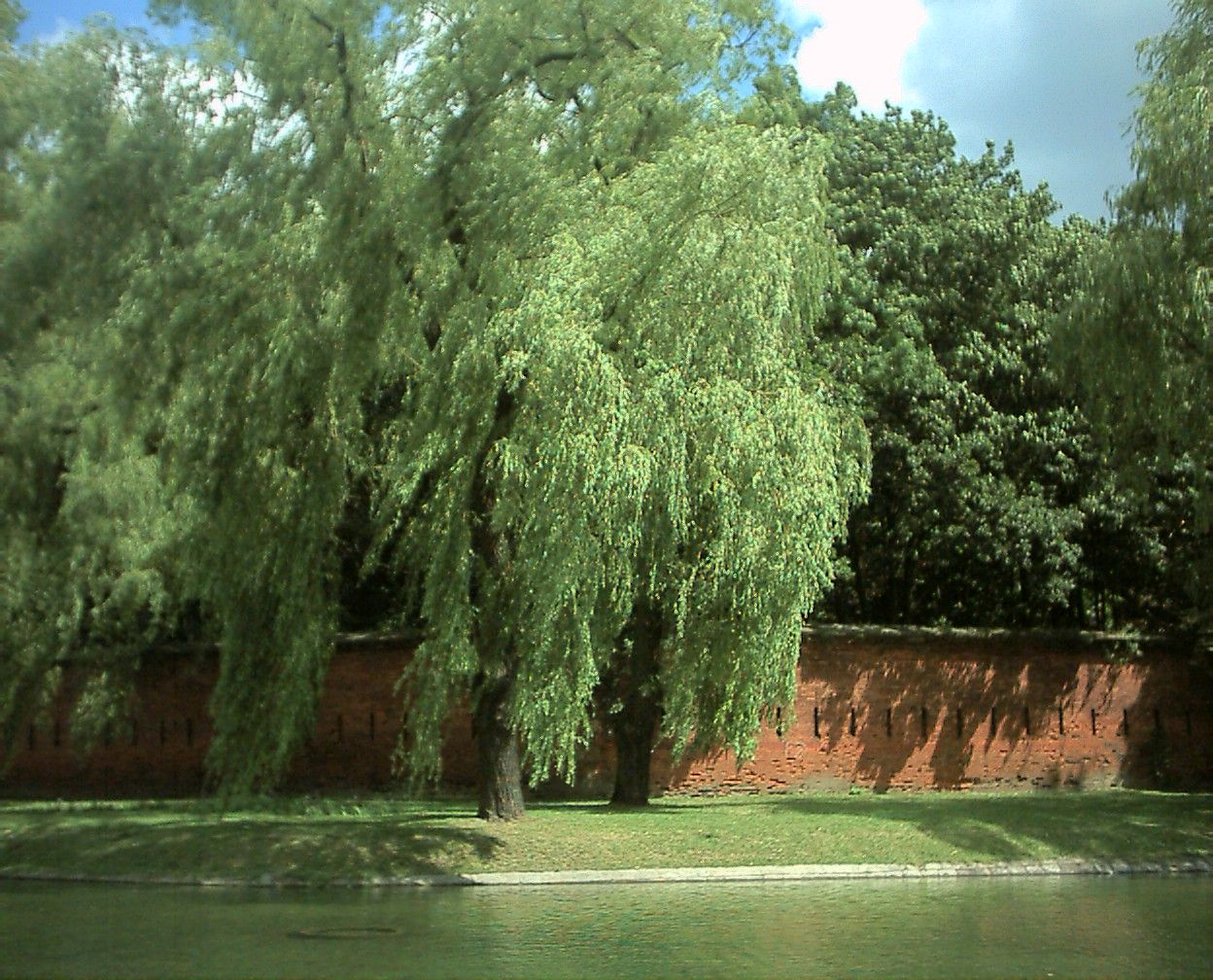
La Ciudadela de Varsovia y el parque Hibner en Żoliborz.

Żoliborz es uno de los distritos septentrionales de Varsovia. Se encuentra al norte del centro de la ciudad, en orilla izquierda del río Vistula. 
En 2003 tenía cerca de 50.934 habitantes. Con un área de 8,5 km² es una de las menores localidades de la ciudad. Presenta una densidad de 5.992 hab./km².

## Historia
En el siglo XVIII el área perteneció a los escolapios de una monasterio. De esta época data el poblado de Joli Bord (Hermoso embarcadero en francés, que lugo se transcribió en polaco como Żoliborz). 
En 1831 las autoridades rusas confiscaron el área y construyeron la Ciudadela de Varsovia. En ese entonces el área estaba poco poblada. De hecho, conservó su carácter rural incluso tras el levantamiento de la prohibición de construir casas de ladrillo.
Tras la independencia de Polonia en 1918, el crecimiento de Varsovia requirió nuevas áreas de desarrollo. En los años 1920 Żoliborz se convirtió en uno de sus municipios, comenzando asimismo la construciión en la zona. Hasta finales de los años 1930 se desarrollaron habitaciones de arquitectura modernista en un contexto de buen desarrollo urbanístico, caracterizado por calles amplias, espacios abiertos, así como por la construcción de múltiples parques y plazas. Se construyeron también varias villas de los oficiales del ejército polaco y otros notables de ese tiempo. 
Uno de los primeros combates del Alzamiento de Varsovia ocurrió en Żoliborz. Durante la Segunda Guerra Mundial la localidad sufrió relativamente menos traumatismos que el resto de la ciudad.

## Personalidades
En Żoliborz nacieron la pintora Elisabeth Jerichau-Baumann y los políticos Lech Kaczyński y su hermano Jarosław.